# Brussels Open 2012
Brussels Open 2012 — жіночий тенісний турнір, що проходив на відкритих кортах з ґрунтовим покриттям. Це був другий за ліком Brussels Open. Належав до категорії Premier в рамках Туру WTA 2012. Проходив у Royal Primerose Tennis Club у Брюсселі (Бельгія). Тривав з 19 до 26 травня 2012 року. Агнешка Радванська здобула титул в одиночному розряді.

## Переможниці та фіналістки

### Одиночний розряд
Агнешка Радванська —  Сімона Халеп 7–5, 6–0
- Для Радванської це був 3-й титул за сезон і 10-й — за кар'єру.

### Парний розряд
Бетані Маттек-Сендс /  Саня Мірза —  Алісія Росольська /  Чжен Цзє 6–3, 6–2

## Учасниці основної сітки в одиночному розряді

### Сіяні учасниці
| Країна     | Гравчиня               | Рейтинг1 | Сіяна |
| ---------- | ---------------------- | -------- | ----- |
| Польща     | Агнешка Радванська     | 3        | 1     |
| Франція    | Маріон Бартолі         | 7        | 2     |
| Німеччина  | Анджелік Кербер        | 11       | 3     |
| Словаччина | Домініка Цібулкова     | 17       | 4     |
| Італія     | Роберта Вінчі          | 19       | 5     |
| Сербія     | Єлена Янкович          | 20       | 6     |
| КНР        | Пен Шуай               | 23       | 7     |
| Естонія    | Кая Канепі             | 25       | 8     |
| Росія      | Анастасія Павлюченкова | 26       | 9     |
| Росія      | Надія Петрова          | 30       | 10    |

- Рейтинг подано станом на 14 травня 2012[1]

### Інші учасниці
Нижче наведено учасниць, які отримали вайлд-кард на участь в основній сітці:
- Тамарін Гендлер
- Єлена Янкович
- Алісон ван Ейтванк

Нижче наведено гравчинь, які пробились в основну сітку через стадію кваліфікації:
- Ірина Фалконі
- Саня Мірза
- Уршуля Радванська
- Аранча Рус

Такі тенісистки потрапили в основну сітку як щасливі лузери:
- Бояна Йовановські
- Леся Цуренко

### Відмовились від участі
- Сара Еррані
- Даніела Гантухова (стресовий перелом ступні)
- Анджелік Кербер (травма поперекового відділу хребта)
- Андреа Петкович (травма зв'язки гомілковостопного суглоба)
- Роберта Вінчі (травма правого зап'ястка)

### Знялись
- Аранча Рус

## Учасниці основної сітки в парному розряді

### Сіяні пари
| Країна | Гравчиня            | Країна   | Гравчиня           | Рейтинг1 | Сіяна |
| ------ | ------------------- | -------- | ------------------ | -------- | ----- |
| Чехія  | Квета Пешке         | Словенія | Катарина Среботнік | 7        | 1     |
| США    | Ракель Копс-Джонс   | США      | Абігейл Спірс      | 46       | 2     |
| Польща | Алісія Росольська   | КНР      | Чжен Цзє           | 68       | 3     |
| США    | Бетані Маттек-Сендс | Індія    | Саня Мірза         | 71       | 4     |

- 1 Рейтинг подано станом на 14 травня 2012

### Інші учасниці
Пари, що отримали вайлдкард на участь в основній сітці:
- Олена Бовіна /  Алісон ван Ейтванк

Наведені нижче пари отримали місце як заміна:
- Вероніка Капшай /  Ленка Вєнерова

### Відмовились від участі
- Ксенія Первак (травма коліна)